# Oost West, Kluit Best!
Oost West, Kluit Best! is het tweede album uit de stripreeks Orphanimo!!. Het album verscheen in juni 2003

## Verhaal
Het verhaal begint met Alice, die een brief van Vallalkozo krijgt, waarom hij hun vriendelijk aanraadt zijn bod op het weeshuis te aanvaarden.
De wezen hebben weer een vergadering van de 'Orphanimo-alliantie' en er wordt voorgesteld om de hulp van hogere instanties in te roepen. Vic wijst dit af en stelt voor om bij Vallalkozo binnen te dringen. Ze worden samengeroepen en Alice stelt voor om naar de burgemeester te gaan. Om over de afgrond te geraken, binden ze zich aan elkaar vast. Doordat Vic uitschuift, vallen ze echter bijna op de grond. Trish, Gri-Gri en Bruno kunnen de boel echter nog in evenwicht houden door zich te laten vallen langs de andere kant van de buis. Doordat zij minder wegen, vallen ze bijna te pletter, maar Patricia kan Bruno nog net grijpen. Vic hangt echter net boven de metrolijn die over de bodem van de put loopt. Sharp kan Vic nog net op tijd optrekken. Praline waarschuwt Bruno dat Vallalkozo de kluit wil laten vallen.
In zijn flat maakt Hanz kennis met Roger, een professionele sloper. Vallalkozo vertrouwt de kluit aan Roger toe. Hij wil dat Roger de rioolbuizen saboteert om zo het huis te slopen, en het tegelijk op een ongeluk te laten lijken. Om Sharp te waarschuwen wil Bruno videobeelden sturen met de zeppelin. Ondertussen zijn de wezen en Alice aangekomen bij de burgemeester, en al snel blijkt dat hij een Vallakozo-vriendje is. De burgemeester kreeg van Vallalkozo maquettes, en als Alice de deur hard dichtslaat, wordt hij bedolven onder de omgevallen maquettes. Bruno heeft ondertussen een videoboodschap gestuurd, maar Sharp luistert er niet naar. Alice en de wezen dringen de flat van Vallalkozo binnen. Ondertussen beginnen de mannen van Roger de buizen door te zagen en de bouten los te draaien. Ze willen met Vallalkozo spreken en dringen daarom binnen in verdieping 101. Dit blijkt de verdieping van Hanz te zijn. Ondertussen is Bruno met potloden op de mannen van Roger aan het schieten.
De wezen willen de lift nemen om op zoek te gaan naar Vallalkozo, maar er komt security uit de lift gestapt. Jayjay kan ze echter uitschakelen door de deuren van de lift snel dicht te laten gaan. Minky bekogelt ondertussen de mannen van Roger met verfbussen die hij aan de zeppelin hangt. Praline sleept Alice naar het raam om hen te waarschuwen dat Roger de leidingen aan het doorzagen is. De wezen merken niets tot Praline het raam opent, dan horen ze het lawaai. Op dat moment komt een ander team van de security echter binnen. Gri-Gri laat een standbeeld van Hanz op de security neerkomen zodat ze veilig kunnen wegkomen. Ondertussen slaagt Roger erin één buis door te zagen. Minky bekogelt ondertussen een man van Roger met spijkers. Als Hanz bij zijn verdieping aankomt, merkt hij dat de wezen al zijn bezittingen hebben besmeurd. Alice en de wezen arriveren in de hal van de 100ste verdieping en Hari laat snel de zonneblinden neer zodat ze de afbraak van hun huis niet kunnen zien. Wanneer ze in de kamer van Vallalkozo binnentreden is het stikdonker, en Vallalkozo richt een sterke lamp op de wezen zodat ze hem niet kunnen zien. Alice maakt zich kwaad op Vallalkozo en deze wordt verliefd op haar.
Ondertussen heeft Roger de elektriciteitsleidingen doorgezaagd. Doordat ze tegen het raam duwen wanneer de security binnenkomt, worden ze in de glazenwasserslift gegooid. Roger loopt met een sloophamer over een leiding naar het huis, maar Bruno rijdt met hun auto, een Chevy, Roger van de buis. Bruno rijdt naar de wezen om hen met de auto op te halen. Ondertussen blijkt dat Roger nog onderaan de leiding bengelt, en zijn mannen verlossen hem uit deze benarde situatie. Bruno rijdt met de wezen naar de rand van de bouwput en gebruikt een hoop zand en planken als springplank en vliegt recht op de kluit. Door de schok valt Roger in de bouwput op de rails van de metro. De metro komt net voorbij, en Roger wordt meegesleurd tot aan het station. De Chevy is kapot, maar het gevaar is voorlopig geweken.